# Sougé-le-Ganelon
Sougé-le-Ganelon là một xã trong tỉnh Sarthe ở tây bắc nước Pháp. Xã này nằm ở khu vực có độ cao từ 77-198 mét trên mực nước biển.